# عمر نگوم
عمر نگوم (انگلیسی: Oumar Ngom؛ زادهٔ ۹ مارس ۲۰۰۴) بازیکن فوتبال است.
وی همچنین در تیم ملی فوتبال زیر ۱۷ سال موریتانی بازی کرده‌است.